# Friedrich Thinnes

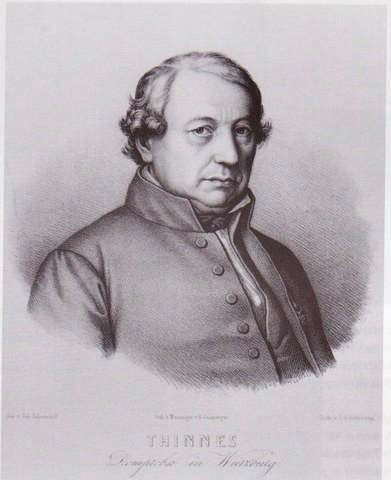
Friedrich Thinnes als Dompropst in Würzburg

Friedrich Thinnes (* 25. Januar 1790 in Merscheid, heute Ortsteil der Gemeinde Morbach, Hunsrück; † 15. Oktober 1860 in Würzburg) war ein katholischer Priester, Domkapitular in den bayerischen Bistümern Speyer, Eichstätt und Würzburg, außerdem Abgeordneter der Frankfurter Nationalversammlung und im Bayerischen Landtag.

## Leben und Wirken

### Frühes Leben
Friedrich Thinnes wurde als neuntes von zwölf Kindern einer Bauernfamilie geboren. Damals gehörte sein Heimatort Merscheid politisch noch zum Kurfürstentum Trier, nach der Besetzung durch die Franzosen ab 1798 zum französischen Département de la Sarre, ab 1815 zu Preußen.
Kirchlich unterstand das Gebiet dem Bistum Trier, für welches Thinnes nach Besuch des Trierer Friedrich-Wilhelm-Gymnasiums und einem vierjährigen Studium von Philosophie und Theologie, am 11. März 1815 zum Priester geweiht wurde. Von 1815 bis 1818 wirkte er als Pfarrer in Kusel, das zu jener Zeit noch zum Bistum Trier zählte, ebenso wie seine nächste Pfarrstelle Blieskastel. 1816 schlug man Kusel und Blieskastel politisch dem Königreich Bayern zu und bei der Neugründung des Bistums Speyer (rechtlich 1817, faktisch erst 1821) gelangten beide Orte an diesen Sprengel. Friedrich Thinnes wechselte gemeinsam mit seiner Pfarrei Blieskastel aus der Trierer in die neue Speyerer Diözese über, deren Grenzen deckungsgleich mit den politischen Grenzen des bayerischen Rheinkreises waren. Der Priester amtierte von 1818 bis 1828 als Pfarrer in Blieskastel, wobei er auch Dekan des Landkapitels Zweibrücken und Distriktsschulinspektor wurde.

### Abgeordneter und Domherr
Von 1825 bis 1828 wirkte er als Abgeordneter des Bayerischen Landtages. Am 24. Juli 1829 berief  ihn König Ludwig I. zum Domkapitular in Speyer.
Am 15. März 1835 trat Friedrich Thinnes eine ihm angebotene Stelle als Domkapitular in Eichstätt an. Hier zog er 1848/49 als Abgeordneter des Wahlkreises Mittelfranken in das deutsche Paulskirchenparlament zu Frankfurt ein. 1849 bis 1855 war er nochmals Landtagsabgeordneter in München und dabei u. a. Vorsitzender des Ausschusses für die Behandlung der deutschen Frage (1849/50), des  Ausschusses für Steuern (1849/50) sowie des Ausschusses für Gegenstände der Finanzen und der Staatsschuld (1853–55).
Papst Pius IX. ernannte den Prälaten am 22. März 1850 zum Dompropst in Würzburg, wo er das Palais "Marmelstein" (heute Bischöfliches Ordinariat, Domerschulstraße 2) bewohnte. Am 6. August 1850 wurde er an der Ludwig-Maximilians-Universität München zum Doktor der Theologie promoviert. Sebastian Brunner berichtet in seinem Buch Kennst Du das Land?: Heitere Fahrten durch Italien, von einem Zusammentreffen mit Thinnes in Rom, in der deutschen Nationalstiftung Santa Maria dell’Anima, 1856. Mit Thinnes hätten sich zu dieser Zeit dort auch der Speyerer Bischof Nikolaus von Weis mit seinem Sekretär Wilhelm Molitor, die Mainzer Geistlichen Adam Franz Lennig, Christoph Moufang und Kaspar Riffel, sowie Professor Franz Xaver Reithmayr aus München aufgehalten. Laut der Münchner Zeitschrift Bayerische Landbötin (Nr. 214 vom 7. September und Nr. 284 vom 27. November 1856) gehörte Thinnes zur Begleitung von Bischof Weis, konnte aber wegen Krankheit nicht termingemäß mit ihm zurückreisen.
1860 verweilte Friedrich Thinnes längere Zeit zur Erholung in seiner Heimatgemeinde Merscheid, nur zwei Wochen später starb er in Würzburg. Die Neue Augsburger Zeitung (Nr. 287 vom 18. Oktober 1860) gibt einen plötzlichen "Herzschlag" am 15. Oktober 1860, um 17.00 Uhr, als Todesursache an. Das Straubinger Tagblatt (Nr. 18 vom 20. Oktober 1860) meldet den Tod hingegen als Folge eines Schlagflusses.
Aus einfachen Verhältnissen stammend nahm Thinnes in seiner Parlamentsarbeit oft zu sozial- und wirtschaftspolitischen Themen Stellung. Beispielhaft dafür ist seine dezidierte Ablehnung einer 1825 vorgeschlagenen Gemeinschaftskleidung bzw. Uniform für Dienstboten, die er als eine moderne Form der Sklavenbrandmarkung einstufte. Er setzte sich für die Interessen des Rheinkreises und die Übernahme/Beibehaltung der dort unter französischer Regierung eingeführten fortschrittlichen Verwaltungsstrukturen, wie z. B. die Einrichtung von "Landräten" ein, die den heutigen Bezirkstagen entsprechen. In religiöser Hinsicht vertrat er nachhaltig die Interessen der katholischen Kirche und des Klerus, als dessen Vertreter er in die Abgeordnetenkammer entsandt worden war.
Wie im bayerischen Landtag vertrat er auch in der Paulskirche als Mitglied der "Casino"-Fraktion einen liberalen, konfessionell gemäßigten Standpunkt. In einem längeren Beitrag lehnte er im ersten frei gewählten deutschen Parlament die Teilung des von Deutschen und Polen bewohnten Herzogtums Posen ab und unterstützte ein unabhängiges Polen. Außerdem äußerte er sich zur Religions- und Gewissensfreiheit und zur Trennung von Staat und Kirche. In den Abstimmungen in Frankfurt und als Vorsitzender des Ausschusses zur deutschen Frage in München setzte er sich für die Annahme und die rechtlich verbindliche Anwendung der erstmals beschlossenen Grundrechte des deutschen Volkes ein, unterstützte eine konstitutionelle Monarchie mit einem starken Parlament und vertrat wie die meisten anderen bayerischen Abgeordneten die großdeutsche Lösung unter Einschluss Österreichs, um einen dominierenden Einfluss des protestantisch geprägten Preußen zu verhindern.